# Parti populaire des Polonais de Lituanie
Le Parti populaire des Polonais de Lituanie (en lituanien : Lietuvos lenkų liaudies partija et en polonais : Polska Partia Ludowa, abrégé en LLLP) est un ancien parti politique lituanien qui tendait à représenter la minorité polonaise en Lituanie.

## Historique
Le parti est fondé en 2002 et sa présidente est Antonina Poltavec.
En 2004, aux élections du Parlement, Poltavec n'obtient au premier tour que 1,82 % des voix dans la circonscription électorale no 55 (Sirvintu - Vilnius) où justement une autre candidate de la minorité polonaise, Leokadija Pocikovska, est élue au second tour.
Le 30 juin 2010, le parti abandonne son statut de parti à base ethnique et se transforme en Ligue républicaine.

## Affiliation internationale
Le parti est membre de l'Alliance libre européenne de 2004 à 2010.